# Raigad (dystrykt)
Raigad (marathi रत्नागिरी जिल्हा, ang. Raigad district) – jest jednym z trzydziestu pięciu dystryktów indyjskiego stanu Maharasztra, o powierzchni 7152 km².

## Położenie
Położony jest na zachodnim wybrzeżu tego stanu. Na zachodzie przylega do Morza Arabskiego. Na północy sąsiaduje z: Thane, na wschodzie sąsiaduje z dystryktem Pune. Od południu graniczy z dystryktami Satara i Ratnagiri.
Stolicą dystryktu jest miasto Alibag.

## Rzeki
Rzeki przepływające przez obszar dystryktu :
- Amsa
- Balganga
- Bhogawati
- Gandhar
- Ghod
- Kalu
- Kundlika
- Patalanga
- Savitri
- Ulhas